# Карл Јоаким Хамбро
Карл Јоаким Хамбро (Берген, 5. јануар 1885 — Осло, 15. децембар 1964) је био норвешки новинар и политичар Конзервативне странке. Већи део свог професионалног живота је провео као новинар и главни уредник Моргенбладета. Био је познат као ефикасан говорник и реторичар, и сматра се најистакнутијим норвешким парламентарцем у првој половини 20. века.

## Каријера
Био је посланик у парламенту Осла 1919-1957, председник парламента 1926-1933. и 1935-1945. године, председник посланичке групе Конзервативне странке 1926-1957 и председник централног одбора Конзервативне странке 1926-1934 и 1950-1954. Карл Јоахим Хамбро је организовао евакуацију представника Стортинга, владе и краљевске породице из престонице када је Немачка напала Норвешку 9. априла 1940. године. Такође је израдио пуномоћје норвешког града Елверума. Истицао се као упућен и упоран, али помало контроверзан политичар. Током свог живота је био снажан противник тоталитарних идеологија и њихових вођа.

## Студије и новинарство
Карл Јоаким Хамбро је 1902. године завршио школу у Бергену коју је основао његов отац, Едвард Хамбро, а након тога је започео универзитетске студије. Већ током студија, Хамбро је постао новинар у Моргенбладету, где је радио од 1903. до 1907. године. Године 1907. је постао наставник у Гимназији у Кристијанији (данашњи Осло), а наредне године у Вестхајмској школи, где је остао до 1912. године. Следеће године је постао главни уредник Моргенбладета, а 1921. године уредник часописа Ukens revy који је уређивао до 1929. године. 

### Хамбро као књижевни критичар
Хамбро је дуги низ година радио као књижевни критичар, а имао је и добру предиспозицију због свог широког познавања нове и старије књижевности. Са друге стране, његове критике су често окарактерисане временским ограничењем, а он није хтео да дозволи да политика или личне антипатије постану видљиве у рецензијама. Врло критички је писао о књигама Ролф Стенерсена, Пол Гјесдала, Сигурд Хоела и Аксел Сандемозеа. Због тона рецензије једног од Сандемозеових дела, Сандемозе га је чак пријавио полицији, али је Хамбро ослобођен оптужби. У истом периоду је био одушевљен песником Арнулфом Оверландом, упркос његовим комунистичким уверењима.

## Политички утицај
Карл Јоахим Хамбро је учествовао у великом броју међународних послова. Од 1926. године је био делегат у Лиги народа, а 1939. године је постао последњи председник генералне скупштине федерације, и на тој функцији остао до 1946. док није дошао на чело насеобинске владе 1946-1947. Током и после рата је учествовао на више међународних радничких конференција, међу којима је најзначајнија конференција у Женеви 1947. Исте године је делегиран на Париској мировној конференцији, као и у Уједињеним Нацијама 1945-1956. године. Иако Хамбро није никада постао члан владе, био је један од најважнијих норвешких политичара 20. века, како на националном, тако и на међународном плану. 

## Ауторство
Нека од његових најзначајнијих дела су: Људи и маске (1921), Говорник (1931), Осло право кроз 50 година (1934), Портрети и профили (1937), Први месеци (1945), Историјски додатак (1947), Сањари и смртници (1954), Државници и статистичари (1957). Објавио је и мемоаре у пет томова (1948-1963), написао бројне чланке у новинама и часописима и био врло значајан преводилац.

## Награде
Већ 1937. године је одликован орденом Светог Олава, а 1952. године је добио златну медаљу за ревносну службу. Сахрањен је о државном трошку на Гробљу нашег Спаситеља у Ослу. 1955. године му је постављена статуа испред Стортинга, а зграда испред Суднице у Ослу је названа по њему. 